# Hõralaid
Hõralaid – niezamieszkana wyspa w Estonii leżąca na Morzu Bałtyckim, o powierzchni około 20 hektarów. W jej pobliżu znajduje się wyspa Vohilaid. Administracyjnie, Hõralaid należy do gminy Pühalepa wchodzącej w skład prowincji Hiiumaa.